# این همان شب است
این همان شب است (انگلیسی: This Is the Night) یک فیلم کمدی پپیشا-کد به کارگردانی فرانک ترتل است که در سال ۱۹۳۲ منتشر شد.

## بازیگران
- لی‌لی دامیتا
- شارلی روگلز
- رولاند یانگ
- تلما تاد
- کری گرانت
- اروینگ بیکن
- جینو کورادو
- کلیر دود
- تاینی سندفورد
- رالف سدان
- هری سملز
- دونالد نوویس